# Frank Rich
Frank Rich est un critique, journaliste, scénariste et producteur américain né le 2 juin 1949 à Washington, D.C. Il a principalement travaillé pour The New York Times entre 1980 et 2011. Actuellement il travaille pour le magazine New York et en tant que producteur sur les séries Veep et Succession.

## Biographie

### Jeunesse
Frank Rich naît le 2 juin 1949 à Washington, D.C., où il grandit. Sa mère Hélène Fisher, une enseignante et artiste, est issue d'une famille de juive russe qui s'est initialement installée à Brooklyn à New York, avant de partir pour Washington à la suite du krach boursier de 1929. Son père, Hart Rich, un homme d'affaires, est issu d'une famille juive allemande établie depuis longtemps à Washington,,. Il fréquente les écoles publiques et est diplômé de la Woodrow Wilson High School en 1967.
Frank Rich suit des cours à l'Université Harvard à Cambridge au Massachusetts. Il y est le président de la rédaction du Crimson d'Harvard, le quotidien étudiant de l'université. Frank Rich est chercheur honoraire du Harvard College de Phi Beta Kappa et reçoit une bourse de voyage Henry Russell Shaw. Il obtient un diplôme magna cum laude en 1971 avec un Bachelor of Arts en histoire et littérature américaines.

### Carrière
Avant de rejoindre le New York Times en 1980, Frank Rich est critique de cinéma et de télévision pour Time, pour New York Post et rédacteur pour New Times. Au début des années 1970, il rédacteur fondateur du Richmond Mercury.

#### Critique de théâtre
Frank Rich est le critique de théâtre principal du New York Times entre 1980 et 1993, se faisant surnommer le « Boucher de Broadway » en raison du pouvoir de ses critiques négatives de fermer les spectacles sur Broadway. Il attire l'attention des amateurs de théâtre dans un essai pour le Crimson d'Harvard sur la comédie musicale de Broadway Follies de Stephen Sondheim, écrite pendant sa tournée d'essai pré-Broadway à Boston. Dans cet article, Frank Rich est le « premier à prédire le statut légendaire que le spectacle atteindrait finalement ». Son article « fascine » Harold Prince l'un des metteurs en scène de la pièce, et « intrigue absolument » Stephen Sondheim, conduisant à une invitation pour que Frank Rich déjeune avec eux afin de discuter davantage de ses sentiments sur la production.
Dans un article rétrospectif intitulé Exit the Critic, publié dans le New York Times en 1994, Frank Rich réfléchit sur les controverses de son temps en tant que critique de théâtre, les auteurs dramatiques qu'il a soutenu, et les tragédies qui ont dévasté la scène théâtrale new-yorkaise pendant le pic de la crise du sida. Une compilation de ses critiques de théâtre est publiée dans le livre Hot Seat: Theater Criticism for The New York Times, 1980-1993 en 1998. Il coécrit The Art of Boris Aronson avec Lisa Aronson en 1987.

#### Critique médiatique et politique
De 1994 à 2011, Frank Rich est chroniqueur d'opinions pour le New York Times. Il écrit régulièrement sur les liens entre les médias de masse et la politique américaine. Ses chroniques, désormais publiées dans le New York Magazine, font régulièrement référence à une large gamme de la culture populaire, notamment la télévision, le cinéma, le théâtre et la littérature. En plus de son travail de longue date pour le Times et le New York Magazine, Frank Rich écrit pour de nombreuses autres publications dont le New York Review of Books et le New Republic.
Le commentateur Bill O'Reilly, animateur du talk-show The O'Reilly Factor sur Fox News Channel, critique Frank Rich à la suite de sa critique sur Fox en 2004, l'accusant d'avoir un parti pris politiquement conservateur.
Il suscite également la controverse en qualifiant le film historique La Passion du Christ, réalisé par Mel Gibson, de « rien d'autre qu'un film pornographique, avec des orgasmes au ralenti et une musique à tue-tête pour les plans suggestifs ».
Lors d'une apparition en janvier 2006 dans l'émission The Oprah Winfrey Show, commentant le scandale entourant le mémoire de James Frey, Frank Rich élargit l'utilisation du terme « truthiness » dans sa chronique pour résumer divers maux dans la culture et la politique. Son livre intitulé The Greatest Story Ever Sold: The Decline and Fall of Truth from 9/11 to Katrina, critique les médias américains pour ce qu'il perçoit comme leur soutien à la propagande de l'administration de George W. Bush après les attentats terroristes du 11 septembre 2001 et pendant la préparation à la Guerre en Irak.
Une chronique de juillet 2009 se concentre sur ce que Frank Rich pense être la nature bigote des détracteurs du président Barack Obama. Sur le mouvement Tea Party, apparu en 2009, il opine qu'à l'une de leurs manifestations, ils étaient « enclin à faire des concessions aux sécessionnistes ». Il écrit que les menaces de mort et une brique jetée à travers la fenêtre d'un député sont une « une mimique à petite échelle de la Nuit de Cristal », le pogrom anti-juif de novembre 1938 en Allemagne nazie et en Autriche,. Dans ses essais pour New York, il continue à examiner la droite américaine, y compris son dernier regain contre la candidature et la présidence de Donald Trump.

#### Producteur
Depuis 2008, Frank Rich est consultant créatif pour HBO, où il contribue à initier et développer de nouvelles émissions et est le producteur délégué de Veep, la série comique à succès créée par Armando Iannucci et mettant en vedette Julia Louis-Dreyfus. Il est également le producteur délégué de Succession, la série dramatique de HBO créée par Jesse Armstrong débutée en juin 2018 et saluée par la critique,.
Frank Rich est également le producteur délégué des documentaires de HBO Six by Sondheim, réalisé par James Lapine en 2013 et Becoming Mike Nichols de Douglas McGrath en 2016.

### Vie privée
Frank Rich vit à Manhattan avec sa femme, Alex Witchel, auteur et journaliste. Ils se sont mariés en 1991. Il a deux fils issus de son précédent mariage avec Gail Winston, Simon Rich, romancier et nouvelliste qui a créé la série télévisée Man Seeking Woman et a été scénariste pour le Saturday Night Live, et Nathaniel Rich, romancier, journaliste et essayiste,.

## Œuvres
- (en) The Theatre Art of Boris Aronson, New York, Knopf, 1987 (ISBN 0-394-52913-8).
- (en) Hot Seat - Theatre Criticism for The New York Times, 1980-1983, New York, Random House, 1998 (ISBN 0-679-45300-8).
- (en) Ghost Light - A Memoir, New York, Random House, 2000 (ISBN 0-375-75824-0).
- (en) The Greatest Story Ever Sold - The Decline and Fall of Truth from 9/11 to Katrina, New York, Penguin Press, 2006 (ISBN 1-59420-098-X).